# Fougères
Fougères é uma comuna francesa na região administrativa da Bretanha, no departamento Ille-et-Vilaine. Estende-se por uma área de 10,47 km². Em 2010 a comuna tinha 21 186 habitantes (densidade: 2 023,5 hab./km²).124 hab/km².